# Paula Newby-Fraser
Paula Newby-Fraser (Salisbury, Rodesia del Sur, 2 de junio de 1962) es una deportista zimbabuense que compitió en triatlón (desde 1993 participó bajo la nacionalidad estadounidense). Ganó once medallas en el Campeonato Mundial de Ironman entre los años 1985 y 1996.

## Palmarés internacional
| Representando a Zimbabue       |                        |                   |            |
| Campeonato Mundial             |                        |                   |            |
| Año                            | Lugar                  | Medalla           | Prueba     |
| 1985                           | Hawái (Estados Unidos) | Medalla de bronce | Individual |
| 1986                           | Hawái (Estados Unidos) | Medalla de oro    | Individual |
| 1987                           | Hawái (Estados Unidos) | Medalla de bronce | Individual |
| 1988                           | Hawái (Estados Unidos) | Medalla de oro    | Individual |
| 1989                           | Hawái (Estados Unidos) | Medalla de oro    | Individual |
| 1990                           | Hawái (Estados Unidos) | Medalla de plata  | Individual |
| 1991                           | Hawái (Estados Unidos) | Medalla de oro    | Individual |
| 1992                           | Hawái (Estados Unidos) | Medalla de oro    | Individual |
| Representando a Estados Unidos |                        |                   |            |
| Campeonato Mundial             |                        |                   |            |
| Año                            | Lugar                  | Medalla           | Prueba     |
| 1993                           | Hawái (Estados Unidos) | Medalla de oro    | Individual |
| 1994                           | Hawái (Estados Unidos) | Medalla de oro    | Individual |
| 1996                           | Hawái (Estados Unidos) | Medalla de oro    | Individual |